# Karen Black
Karen Black, pseudonimo di Karen Blanche Ziegler (Park Ridge, 1º luglio 1939 – Santa Monica, 8 agosto 2013), è stata un'attrice statunitense.

## Biografia
Nacque a Park Ridge, nell'Illinois, da Norman Arthur Ziegler ed Elsie Mary Reif, scrittrice e vincitrice di diversi premi Pulitzer come creatrice di storie per l'infanzia. Il nonno paterno, Arthur Charles Ziegler, musicista classico, era stato primo violino alla Chicago Symphony Orchestra. Anche la sorella di Karen è un'attrice, Gail Brown. Dalla sua biografia si evince che gli Ziegler provenivano dal sud della Germania, tra Neukirch, frazione di Rottweil e Dautmergen nel circondario dello Zollernalb. La nonna era Marble Eleanore Larsen, di origini norvegesi.
Nel 1954 si iscrisse all'università di Evanston, che frequentò per due anni. In seguito si trasferì a New York dove studiò recitazione all'Actors Studio di Lee Strasberg e apparve in diversi allestimenti Off-Broadway. Debuttò nel cinema nel 1959, all'età di 20 anni, con una particina nel film The Prime Time. Nel 1965 fu acclamata la sua interpretazione a Broadway della pièce The Playroom, mentre l'anno dopo ebbe il primo ruolo importante sul grande schermo nel film Buttati Bernardo! (1966) di Francis Ford Coppola, accanto a Geraldine Page. Dal 1967 fu spesso attiva anche in televisione come guest star in numerosi telefilm, tra cui La grande vallata.

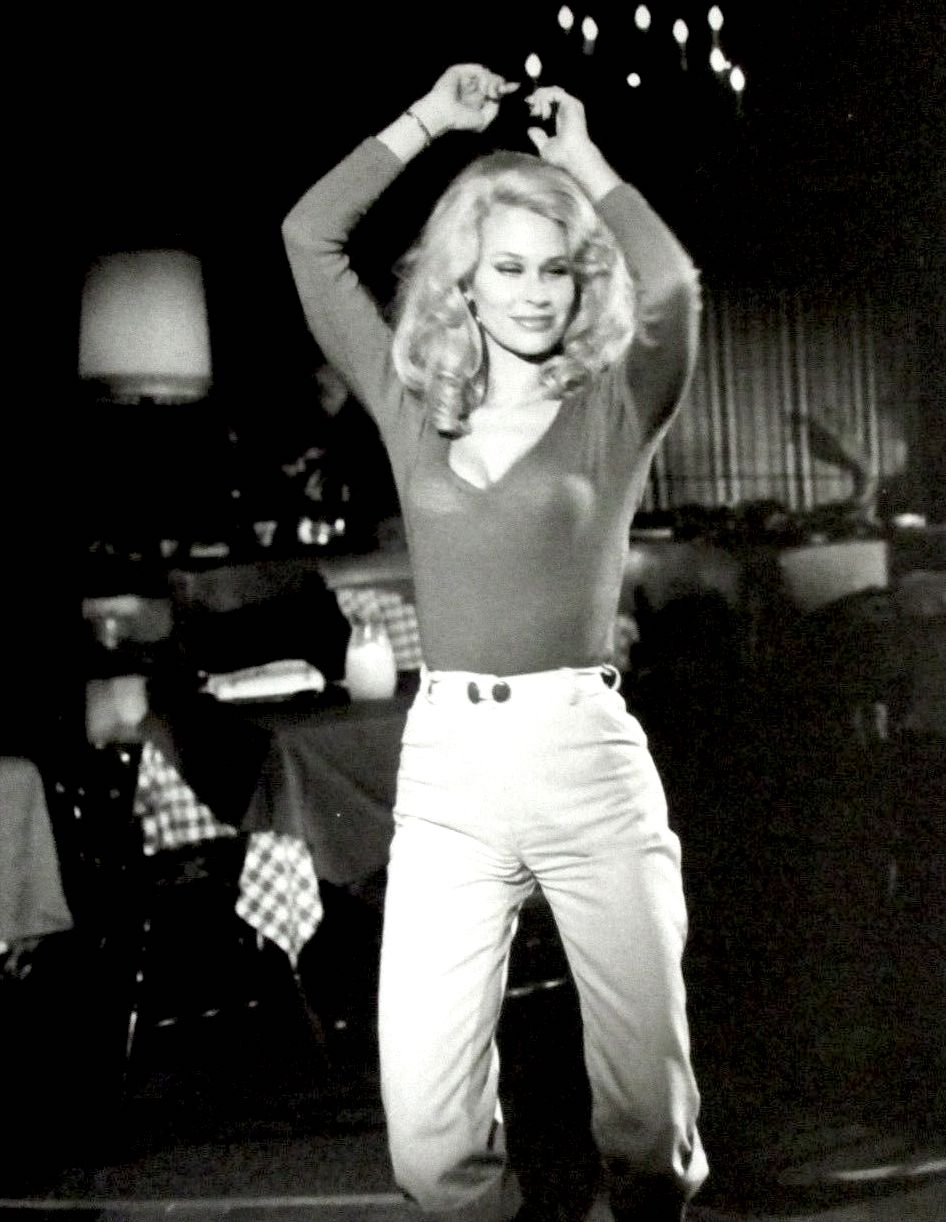
Karen Black nel film TV The Strange Possession of Mrs. Oliver

Nel 1969 fu consacrata grande star con il cult movie Easy Rider, diretto e interpretato da Dennis Hopper, in cui interpretò il ruolo della prostituta che assumeva LSD. Manifesto della controcultura del Sessantotto e della Nuova Hollywood, Easy Rider fu un grande successo di critica e pubblico e vinse numerosi premi. L'attrice bissò il successo l'anno successivo con la pellicola Cinque pezzi facili (1970) accanto a Jack Nicholson. Per questo film ricevette una candidatura all'Oscar e vinse il Golden Globe come migliore attrice non protagonista.
Dopo altri film, tra cui il western Quattro tocchi di campana (1971), l'attrice fu nel cast de Il grande Gatsby (1974), con Robert Redford e Mia Farrow, film per il quale vinse il secondo Golden Globe come migliore attrice non protagonista. In Airport '75 (1974), con Charlton Heston e molti altri grandi attori, la Black fu la protagonista femminile nel ruolo dell'hostess costretta a pilotare l'aereo dopo la morte dei piloti. L'anno successivo fu diretta da Robert Altman nel celeberrimo Nashville (1975), e da John Schlesinger ne Il giorno della locusta (1975). Nel 1976 fu la protagonista dell'ultimo film di Alfred Hitchcock, Complotto di famiglia, e dell'horror Ballata macabra con Bette Davis e Oliver Reed.

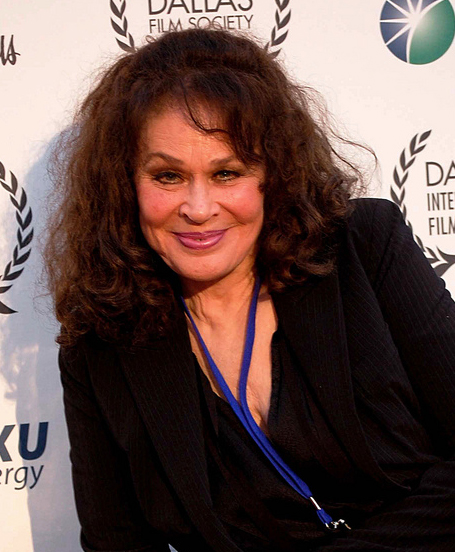
Karen Black nel 2010

Dopo numerosi altri film, tra cui Capricorn One (1977), fu di nuovo diretta da Altman in Jimmy Dean, Jimmy Dean (1982). In seguito, pur continuando a lavorare ancora molto sia per il cinema che per la Tv, Karen Black non toccò più i vertici di popolarità e di consenso della critica di cui aveva goduto negli anni Settanta. I suoi ultimi tre film risalgono tutti al 2013, di cui due usciti postumi. La sua filmografia comprende un centinaio di film per il cinema e una novantina di produzioni televisive. Fu anche sceneggiatrice, cantante e autrice di canzoni. Nel maggio 2007 portò per la prima volta in scena, in teatro, a Los Angeles, la pièce Missouri Waltz, scritta da lei stessa.

## Vita privata
Si sposò quattro volte: la prima nel 1955, all'età di 16 anni, con Charles Black, da cui prese il cognome d'arte che tenne anche dopo il divorzio, avvenuto nel 1962. Il secondo marito, dal 1973 al 1974, fu l'attore Robert Burton, con cui recitò nel film televisivo Trilogia del terrore (1975). Nel 1975 sposò l'attore e sceneggiatore L.M. Kit Carson da cui ebbe un figlio, Hunter, e da cui divorziò nel 1983. Il quarto e ultimo marito fu Stephen Eckelberry, sposato nel 1987. La coppia adottò due bambine, Celine e Diane, e fu molto attiva nella Chiesa di Scientology.
Nel 2010 le fu diagnosticato un tumore all'ampolla di Vater; il marito Stephen Eckelberry scrisse sul blog dedicato all'attrice che la sua salute si era andata deteriorando «a un ritmo allarmante». Morì nel 2013, all'età di 74 anni; la notizia venne diffusa via Facebook dal marito stesso.

## Filmografia

### Cinema
- The Prime Time, regia di Gordon Weisenborn (1959)
- Buttati Bernardo! (You're a Big Boy Now), regia di Francis Ford Coppola (1966)
- Uno sporco contratto (Hard Contract), regia di S. Lee Pogostin (1969)
- Easy Rider - Libertà e paura (Easy Rider), regia di Dennis Hopper (1969)
- Cinque pezzi facili (Five Easy Pieces), regia di Bob Rafelson (1970)
- Yellow 33 (Drive, He Said), regia di Jack Nicholson (1971)
- Quattro tocchi di campana (A Gunfight), regia di Lamont Johnson (1971)
- Il mio uomo è una canaglia (Born to Win), regia di Ivan Passer (1971)
- Per 100 chili di droga (Cisco Pike), regia di Bill L. Norton (1972)
- Se non faccio quello non mi diverto (Portnoy's Complaint), regia di Ernest Lehman (1972)
- Little Laura & Big John (Little Laura and Big John), regia di Luke Moberly (1973)
- Una squillo scomoda per l'ispettore Newman (The Pyx), regia di Harvey Hart (1973)
- Organizzazione crimini (The Outfit), regia di John Flynn (1973)
- Il rinoceronte (Rhinoceros), regia di Tom O'Horgan (1974)
- Il grande Gatsby (The Great Gatsby), regia di Jack Clayton (1974)
- Legge e disordine (Law and Disorder), regia di Ivan Passer (1974)
- Airport '75, regia di Jack Smight (1975)
- Il giorno della locusta (The Day of the Locust), regia di John Schlesinger (1975)
- Nashville, regia di Robert Altman (1975)
- Controrapina (The Rip Off), regia di Antonio Margheriti (1975)
- Un asso nella manica (Ace Up My Sleeve), regia di Ivan Passer (1976)
- Complotto di famiglia (Family Plot), regia di Alfred Hitchcock (1976)
- Ballata macabra (Burnt Offerings), regia di Dan Curtis (1976)
- Capricorn One, regia di Peter Hyams (1978)
- Donna è meraviglia (In Praise of Older Women), regia di George Kaczender (1978)
- Un uomo chiamato uomo (The Last Word), regia di Roy Boulting (1979)
- Killer Fish - L'agguato sul fondo (Killer Fish), regia di Antonio Margheriti (1979)
- Separate Ways, regia di Howard Avedis (1981)
- Gräset sjunger, regia di Michael Raeburn (1981)
- Chanel Solitaire, regia di George Kaczender (1981)
- La donna giusta (Miss Right), regia di Paul Williams (1982)
- The Last Horror Film, regia di David Winters (1982)
- Jimmy Dean, Jimmy Dean (Come Back to the Five and Dime, Jimmy Dean, Jimmy Dean), regia di Robert Altman (1982)
- Can She Bake a Cherry Pie?, regia di Henry Jaglom (1983)
- A Stroke of Genius, regia di Jyll Rosenfeld (1984)
- Con le buone maniere si ottiene tutto (Bad Manners), regia di Robert Houston (1984)
- L'avventura di Martin (Martin's Day), regia di Alan Gibson (1984)
- Inferno in diretta, regia di Ruggero Deodato (1985)
- La maledizione di Janice (The Blue Man), regia di George Mihalka (1985)
- Alba selvaggia (Savage Dawn), regia di Simon Nuchtern (1985)
- Il volo migratorio dell'oca (Flight of the Spruce Goose), regia di Lech Majewski (1986)
- Invaders (Invaders from Mars), regia di Tobe Hooper (1986)
- Baby Killer III (It's Alive III: Island of the Alive), regia di Larry Cohen (1987)
- L'ostaggio (Hostage), regia di Hanro Möhr e Percival Rubens (1987)
- The Invisible Kid, regia di Avery Crounse (1988)
- Dixie Lanes, regia di Don Cato (1988)
- Fuori nel buio (Out of the Dark), regia di Michael Schroeder (1989)
- Homer & Eddie, regia di Andrey Konchalovskiy (1989)
- Judgement, regia di William Sachs (1989)
- The Children, regia di Tony Palmer (1990)
- Evil Spirits, regia di Gary Graver (1990)
- Incontro fatale (Fatal Encounter), regia di Henri Charr (1990)
- Overexposed, regia di Larry Brand (1990)
- Twisted Justice, regia di David Heavener (1990)
- La regina dell'inferno (Night Angel), regia di Dominique Othenin-Girard (1990)
- Club Fed, regia di Nat Christian (1990)
- Mirror, Mirror, regia di Marina Sargenti (1990)
- The Roller Blade Seven, regia di Donald G. Jackson (1991)
- Rubin and Ed, regia di Trent Harris (1991)
- Children of the Night, regia di Tony Randel (1991)
- I protagonisti (The Player), regia di Robert Altman (1992)
- Game Over - Scacco alla regina (The Double 0 Kid), regia di Dee McLachlan (1992)
- Legend of the Roller Blade Seven, regia di Donald G. Jackson (1992)
- Return of the Roller Blade Seven, regia di Donald G. Jackson (1992)
- Dead Girls Don't Tango, regia di John Carr (1992)
- Hotel Oklahoma (Caged Fear), regia di Robert Houston (1992)
- Auntie Lee's Meat Pies, regia di Joseph F. Robertson (1992)
- The Trust, regia di Neil Havens e J. Douglas Killgore (1993)
- Tuesday Never Comes, regia di Jason Holt (1993)
- Bound and Gagged: A Love Story, regia di Daniel B. Appleby (1993)
- Too Bad About Jack, regia di John Carr (1994)
- Starstruck, regia di David Steiner (1995)
- Plan 10 from Outer Space, regia di Trent Harris (1995)
- The Wacky Adventures of Dr. Boris and Nurse Shirley, regia di Paul Leder (1995)
- Dinosaur Valley Girls, regia di Donald F. Glut (1996)
- Every Minute Is Goodbye, regia di Ulli Lommel (1996)
- Movies Money Murder , regia di Stephen Eckelberry e Arthur Webb (1996)
- Le urla del silenzio (Cries of Silence), regia di Avery Crounse (1996)
- Inferno a Grand Island  (Children of the Corn IV: The Gathering), regia di Greg Spence (1996)
- Crimetime, regia di George Sluizer (1996)
- Dogtown, regia di George Hickenlooper (1996)
- Modern Rhapsody, regia di Andrea Alvarez e Elly Friedman (1997)
- Oscure visioni (Stir), regia di Rodion Nahapetov (1997)
- Conceiving Ada, regia di Lynn Hershman Leeson (1997)
- A proposito di uomini (Men), regia di Zoe Clarke-Williams (1997)
- Fallen Arches, regia di Ron Cosentino (1998)
- Light Speed, regia di Roger Mende (1998)
- I Woke Up Early the Day I Died, regia di Aris Iliopulos (1998)
- Sugar: The Fall of the West, regia di James Frey (1998)
- Bury the Evidence, regia di J. Greg De Felice (1998)
- Malaika, regia di Marina Martins (1998)
- Charades, regia di Stephen Eckelberry (1998)
- Mascara, regia di Linda Kandel (1999)
- The Underground Comedy Movie, regia di Vince Offer (1999)
- Paradise Cove, regia di Robert Clapsadle (1999)
- Oliver Twisted, regia di Dean Gates (2000)
- Inviati speciali, regia di Fred Olen Ray (2000)
- Red Dirt, regia di Tag Purvis (2000)
- The Donor, regia di Jean-Marie Pallardy (2001)
- Gypsy 83, regia di Todd Stephens (2001)
- Hard Luck, regia di Jack Rubio (2001)
- Soulkeeper, regia di Darin Ferriola (2001)
- Teknolust, regia di Lynn Hershman-Leeson (2002)
- A Light in the Darkness, regia di Marshall E. Uzzle (2002)
- Curse of the Forty-Niner, regia di John Carl Buechler (2002)
- Buttleman, regia di Francis Stokes (2003)
- La casa dei 1000 corpi (House of 1000 Corpses), regia di Rob Zombie (2003)
- Paris, regia di Ramin Niami (2003)
- Summer Solstice, regia di George Fivas (2003)
- America Brown, regia di Paul Black (2004)
- Dr. Rage, regia di Jeff Broadstreet (2005)
- Compartment, regia di Ray Arthur Wang (2005)
- My Suicidal Sweetheart, regia di Michael Parness (2005)
- Trailer for a Remake of Gore Vidal's Caligula, regia di Francesco Vezzoli (2005)
- Firecracker, regia di Steve Balderson (2005)
- Whitepaddy, regia di Geretta Geretta (2006)
- Hollywood Dreams, regia di Henry Jaglom (2006)
- Read You Like a Book, regia di Robert N. Zagone (2006)
- Suffering Man's Charity, regia di Alan Cumming (2007)
- One Long Night, regia di David Siqueiros (2007)
- Contamination, regia di Rodion Nahapetov (2008)
- Watercolors, regia di David Oliveras (2008)
- The Blue Tooth Virgin, regia di Russell Brown (2008)
- A Single Woman, regia di Kamala Lopez (2008)
- Irene in Time, regia di Henry Jaglom (2009)
- Repo Chick, regia di Alex Cox (2009)
- Double Duty, regia di Stephen Eckelberry (2009)
- Stuck!, regia di Steve Balderson (2009)
- Nothing Special, regia di Angela Garcia Combs (2010)
- Maria My Love, regia di Jasmine Chazelle (2011)
- Some Guy Who Kills People, regia di Jack Perez (2011)
- Letters from the Big Man, regia di Christopher Münch (2011)
- Vacationland, regia di Jaime Hook (2012)
- Dark Blood, regia di George Sluizer (2012)
- Ooga Booga, regia di Charles Band (2013)

### Televisione
- F.B.I. (The F.B.I.) – serie TV, 1 episodio (1967)
- I giorni di Bryan (Run for Your Life) – serie TV, episodio 2x28 (1967)
- La grande vallata (The Big Valley) – serie TV, 1 episodio (1967)
- The Second Hundred Years – serie TV, 1 episodio (1967)
- Gli invasori (The Invaders) – serie TV, 1 episodio (1967)
- Iron Horse – serie TV, episodio 2x16 (1967)
- Mannix – serie TV, 1 episodio (1968)
- Al banco della difesa (Judd for the Defense) – serie TV, 1 episodio (1968)
- Adam-12 – serie TV, 1 episodio (1968)
- Reporter alla ribalta (The Name of the Game) – serie TV, 1 episodio (1969)
- Hastings Corner, regia di Bob Claver – film TV (1970)
- Ghost Story – serie TV, 1 episodio (1972)
- Trilogia del terrore (Trilogy of Terror), regia di Dan Curtis – film TV (1975)
- L'ossessione di Miriam (The Strange Possession of Mrs. Oliver), regia di Gordon Hessler – film TV (1977)
- Perché è il mio amico (Because He's My Friend), regia di Ralph Nelson – film TV (1978)
- Mr. Horn, regia di Jack Starrett – film TV (1979)
- Chi fermerà Tommy Wanda? (Power), regia di Barry Shear e Virgil W. Vogel – miniserie TV (1980)
- Where the Ladies Go, regia di Theodore J. Flicker – film TV (1980)
- Police Story: Confessions of a Lady Cop, regia di Lee H. Katzin – film TV (1980)
- P/S - Pronto soccorso (E/R) – serie TV, 3 episodi (1984-1985)
- Nel regno delle fiabe (Shelley Duvall's Faerie Tale Theatre) – serie TV, 2 episodi (1985-1987)
- I viaggiatori delle tenebre (The Hitchhiker) – serie TV, 1 episodio (1985)
- La signora in giallo (Murder, She Wrote) – serie TV, episodio 2x17 (1986)
- Worlds Beyond – serie TV, 1 episodio (1987)
- La vita leggendaria di Ernest Hemingway, regia di José María Sánchez – miniserie TV (1989)
- Miami Vice – serie TV, episodio 5x16 (1989)
- ABC Weekend Specials – serie TV, 1 episodio (1991)
- L'ispettore Tibbs (In the Heat of the Night) – serie TV, 1 episodio (1993)
- Moon Over Miami – serie TV, 1 episodio (1993)
- Un angelo a New York (New York Crossing), regia di Vinicius Mainardi – film TV (1996)
- The Hunger – serie TV, 1 episodio (1997)
- Profiler - Intuizioni mortali (Profiler) – serie TV, 1 episodio (1998)
- My Neighbor's Daughter, regia di Steven Kovacs – film TV (1998)
- Cinque in famiglia (Party of Five) – serie TV, 1 episodio (1998)
- Rude Awakening – serie TV, 2 episodi (1999)
- Law & Order: Criminal Intent – serie TV, 1 episodio (2003)
- Russkie v Gorode Angelov – serie TV, 1 episodio (2003)
- Love Wine, regia di Mark McNabb – film TV (2005)
- Tim and Eric Awesome Show, Great Job! – serie TV, 1 episodio (2010)
- Funny or Die Presents... – serie TV, 1 episodio (2010)
- Window Dressing – serie TV, 1 episodio (2012)

## Riconoscimenti
- Golden Globe
  - 1975 - Miglior attrice non protagonista per Il grande Gatsby
- Premio Oscar
  - 1971 – Candidatura alla miglior attrice non protagonista per Cinque pezzi facili

## Doppiatrici italiane
Nelle versioni in italiano dei suoi film, Karen Black è stata doppiata da:
- Melina Martello in Buttati Bernardo!, Yellow 33, Airport '75
- Lorenza Biella in Uno sporco contratto, Organizzazione crimini, Ballata macabra
- Flaminia Jandolo in Cinque pezzi facili, Little Laura & Big John, Il grande Gatsby
- Ada Maria Serra Zanetti in Il rinoceronte, Complotto di famiglia
- Maria Pia Di Meo in Capricorn One, Killer Fish - Agguato sul fondo
- Angiola Baggi in I viaggiatori delle tenebre, La signora in giallo
- Ludovica Modugno in Inferno in diretta, La maledizione di Janice
- Paila Pavese in Un angelo a New York, La casa dei 1000 corpi
- Livia Giampalmo in Easy Rider - Libertà e paura
- Mirella Pace in Se non faccio quello non mi diverto
- Vittoria Febbi in Trilogia del terrore
- Simona Izzo in La donna giusta
- Roberta Greganti in Invaders
- Serena Verdirosi in La vita leggendaria di Ernest Hemingway
- Stefania Romagnoli in Inferno a Grand Island
- Rosalba Bongiovanni in Law & Order: Criminal Intent
- Antonella Rinaldi in Airport '75 (scene aggiunte)